# Panika roku 1893
W czasie paniki 1893 roku Stany Zjednoczone zostały wpędzone w kryzys, który w tamtym czasie uważany był za najdotkliwszy, jakiego kiedykolwiek doświadczyły. Była to recesja o zasięgu ogólnoświatowym.

## Od kryzysu zaufania do Paniki
Obawy o standard złota nasiliły się w marcu 1891 r., kiedy Skarb Państwa USA niespodziewanie nałożył wysokie opłaty za eksport sztabek złota pochodzących z jego skarbców. W związku z tym większość złota zaczęła być eksportowana raczej w postaci monet niż sztabek. Szok wstrząsnął środowiskiem finansowym w USA i za granicą w lipcu 1892 roku, kiedy Senat Stanów Zjednoczonych uchwalił projekt ustawy, która dopuszczała wprowadzenie srebra jako środka płatniczego. Fakt, że ustawa nie przeszła dalej nie był wystarczający, aby odbudować nadszarpnięte zaufanie wobec standardu złota. Banki zaczęły wprowadzać klauzule do umów kredytowych i hipotecznych, wymagając spłat w złotych monetach; oczywiste było, że dolar nie cieszył się dłużej zaufaniem. Eksport złota nasilił się w 1892 r.; zapasy kruszcu posiadane przez Skarb Państwa malały i rozpoczęło się gorączkowe wymienianie dolarów na złoto. W lutym 1893 Skarb Państwa przekonał nowojorskie banki, które wymieniły do tej pory 6 milionów dolarów na złoto Skarbu Państwa, aby je zwróciły i odkupiły banknoty. Ten akt desperacji został podjęty, aby odbudować zaufanie do papierowego dolara. Skarb Państwa poniósł wysoką cenę za wznowienie płatności gotówkowych, nie martwiąc się zupełnie o pokrycie papierowych banknotów w obiegu. Standard złota z tego powodu nadal pozostał niepewny, opierający się tylko na społecznym zaufaniu, co stanowiło otwartą furtkę do bimetalizmu i do rozpaczliwych działań Skarbu Państwa.
Początek paniki datuje się na bankructwo „Baring Brothers” w Londynie, co było rezultatem nadmiernej ekspansji kredytowej w Ameryce Południowej i wynikającej z niej bankructwa Argentyny. Aby zachować płynność angielskiej bankowości, Bank Anglii został zmuszony do pozyskania pożyczki w złocie od Banku Francji, a angielskie banki zaczęły wycofywać swe amerykańskie kredyty. Dodatkowo, miała miejsce gorączkowa ekspansja amerykańskiego biznesu, opierająca się na ogromnym imporcie, finansowanym zagranicznymi kredytami, których skutkiem był spadek amerykańskiego bilansu handlowego. Stabilność systemu monetarnego została zachwiana także przez demonetyzację srebra w Indiach w 1893 r. – co oznaczało dalszy spadek wartości tego metalu. Banki narodowe wschodnich stanów, nauczone doświadczeniami europejskiego kryzysu, rozpoczęły zwiększanie swych rezerw złota – oczywiście kosztem banków w pozostałej części kraju. Wszystkie te czynniki ujawniły się w 1893 r. W maju Chemical National Bank of Chicago zamknął swoje drzwi, dwa dni później uczynił to Columbia National Bank. Kryzys rozprzestrzeniał się prędko i do lipca kraj był w uścisku finansowego paraliżu.
W maju 1893 r. rynek papierów wartościowych załamał się. W czerwcu 1893 r. nieufność wobec systemu rezerw cząstkowych doprowadziła do masowego zrywania lokat, paniki bankowej i do fali bankructw banków w całym kraju. Jednak po raz kolejny wielu bankom narodowym i stanowym, szczególnie na zachodzie i południu kraju, zezwolono na zawieszenie wypłat gotówkowych. W ciągu kilku miesięcy również banki wschodnich stanów zawiesiły działalność, poczynając od Nowego Jorku. Ponad 25 banków narodowych zawiesiło działalność w czerwcu – liczba, która nigdy wcześniej nie została przekroczona w ciągu jednego roku – 78 zostało wstrzymanych w lipcu i 38 w sierpniu. Upadek stanowych i prywatnych banków był nawet bardziej niepokojący. Średnia bliska siedemdziesięciu zawieszeń na rok – wynik niepokojący, biorąc pod uwagę wpływ bankowości na ogólny biznes – wzrósł do 415 podczas pierwszych ośmiu miesięcy 1893 roku. Chociaż nowojorskie banki zdołały zwiększyć swe rezerwy do 30% depozytów w czerwcu, to do 5 sierpnia, ich rezerwy były poniżej prawnego minimum i jedyną alternatywą było wstrzymanie płatności gotówkowych.
Całkowite zapasy pieniądza – złoto, monety, papiery wartościowe Skarbu Państwa, narodowe noty bankowe oraz narodowe i stanowe depozyty bankowe – spadły o 6,3% w ciągu jednego roku, od czerwca 1892 do czerwca 1893 r. Wstrzymanie płatności gotówkowych spowodowało, że depozyty – które nie były już dłużej wypłacane w gotówce – w sierpniu straciły na wartości w stosunku do waluty. W rezultacie, deponowanie pieniędzy w banku stało się mniej użyteczne i sektor publiczny dokładał wszelkich starań, aby wzmóc wymianę depozytów na walutę.
Do końca 1893 roku panika minęła wraz ze wzrostem zagranicznego zaufania po pomyślnym uchyleniu przez administrację Cleveland uchwały Sherman Silver Purchase Act. Dalsza agitacja za srebrem w 1895 roku ponownie zagroziła rezerwom złota Skarbu Państwa, ale bohaterskie działania Skarbu Państwa, łącznie z kupowaniem złota od konsorcjum bankierów, na którego czele stali J. P. Morgan i August Belmont, odbudowały zaufanie do trwałości systemu. Poparcie ruchu na rzecz zalegalizowania srebra na Kongresie Demokratów w 1896 r. spowodował co prawda dalsze problemy dla złota, ale zwycięstwo jego republikańskich zwolenników położyło koniec problemom krajowego i zagranicznego zaufania do standardu złota.